# نجم الدين أحمد بن حمدان
أبو عبد الله نجم الدِّين أحمد بن حمدان بن شبيب بن حمدان الحراني الحنبلي (603 هـ – 695 هـ / 1206 – 1295م) المعروف بابن حمدان، فقيه حنبلي وقاضي وأصولي أديب. ولد ونشأ بحران، ورحل إلى حلب ودمشق والقدس، وولي نيابة القضاء في القاهرة، فسكنها وأسنّ وكف بصره وتوفي بها. توفي سنة 695 هـ.

## شيوخه
عبد القادر الرهاوي، فخرالدين بن تيمية، يوسف السكاكيني الحراني، أبو بكر بن نصر الحراني، سلامة بن صدقة، ناصح الدين بن جميع، أبو علي الإوقي، ابن صباح، ابن غسان، ابن روزبه، ابن صديق الحراني، ناصح الدين بن أبي الفهم، شمس الدين المنجى، ابن سلامة النجار، ابن خليل، ابن تيمية (الجد).

## تلاميذه
ابن أبي بكر الحربي، سيف الدين النابلسي، شرف الدين الدمياطي، سعد الدين الحارثي، ابن الحداد الآمدي، زين الدين بن حبيب، ابن جبارة المقدسي، ابن مسعود الحارثي، فتح الدين بن سيد الناس، قطب الدين عبد الكريم، علم الدين البرازلي، جمال الدين المزي، بدر الدين بن الحبال، سنقر الحواشي، ابن أبي القاسم الفارقي، ابن أبي الحرم القلانسي.

## مؤلفاته
- نهاية المبتدئين في أصول الدين.
- الرعاية الكبرى: منه نسخة كتبت سنة 706 هـ في شستربتي رقم (3541).
- الرعاية الصغرى: في الفقه.
- صفة المفتي والمستفتي.
- مقدمة في أصول الدين.
- جامع الفنون وسلوة المحزون: في الأدب.[4]

## عقيدته
قال ابن حمدان الحنبلي في كتابه (نهاية المبتدئين في أصول الدين) وهو كتاب مختصر في العقيدة، وقد بين فيه عقيدته بإيجاز: «وأن الله تعالى ليس بجوهر ولا عرض ولا جسم ولا تحله الحوادث ولا يحل في حادث ولا ينحصر فيه». إلى أن قال: «ولا يعرف بالحواس، ولا يقاس بالناس، ولا مدخل في ذاته وصفاته للقياس، لم يتخذ صاحبة ولا ولداً، بل هو الغني عن كل شئ، ولا يستغني عنه شيء، وأنه لا يشبه شيئا ولا يشبهه شيء، ومن شبَّهه بخلقه فقد كفر، نص عليه أحمد، وكذا من جسَّم، أو قال: إنه جسم لا كالأجسام، ذكره القاضي. لا تبلغه الأوهام، ولا تدركه الأفهام، ولا يشبه الأنام، ولا تضرب له الأمثال، ولا يعرف بالقيل والقال، وبكل حال فما خطر بالبال، أو توهمه الخيال فهو بخلاف ذي الجلال والإكرام».
وقال في إثباته استواء الله تعالى على العرش: «ونجزم أنه سبحانه وتعالى في السماء، وأنه استوى على العرش بلا كيف، بل بما يليق به في ذلك كله، ولا نتأول ذلك ولا نفسره ولا نكيفه، ولا نتوهمه ولا نعينه ولا نعطله ولا نكذبه بل نكل عمله إلى الله تعالى .. إلى أن قال: ومن قال إنه بذاته في كل مكان أو في مكان، فكافر، لأنه يلزم منه قدم المكان، وحلوله في الأماكن القذرة وغيرها تعالى الله عن ذلك علوًا كبيرًا، وهذا ينافي كونه في السماء وعلى العرش على ما يليق به.»